# Собор
Собор — збори, зібрання. Первісно поняття було рівнозначне поняттям церква у греків, умма у мусульман, синагога чи кагал у євреїв і позначало просто зібрання віруючих. Слово собор відповідає грецькому слову «церква», яке споріднене таким словам як «цирк», «cirkle», які є відповідниками понять «коло», «круг» — у цьому випадку зібрання людей і одночасно форма управління (напр. козацький круг).
Пізніше словом собор стали називати (з церковно-слов'янської собор — зібрання, збори) — найвищу церковну законоправну установу на території тієї чи іншої юрисдикції, звичайно із законодавчою владою (означає те саме, що й Синод). За прикладом святих Апостолів, що у 50 році вперше зібралися на собор у Єрусалимі, всі важливіші церковні справи вирішувалися на менших чи більших соборах, які у перші століття. християнства відбувалися дуже часто. Собори бувають: вселенські (чи екуменічні), помісні, провінційні (чи митрополичі) і єпархіальні. Сюди треба додати також єпископські конференції. В Українській Церкві, за винятком постійного Синоду, всі інші церковні зібрання прийнято звичайно називати собором.

## Вселенський собор
Це зібрання всієї церковної ієрархії чи значної її частини, скликане для вирішення важливих церковних справ, головно з питань віри, моралі та церковного правопорядку. У справах віри і моралі, канонічних норм, богослужбових правил, розробки методів боротьби з єресями, оцінювання різних теологічних концепцій і формулювання в системі віровчення. Ухвали такого собору — є непомильні. Досі всіх вселенських соборів було 21, з яких перші 8 відбулися на Сході, а решта на Заході. Православні Церкви визнають з них тільки 7 перших. Раніше на вселенських соборах брали участь також представники державної влади та мирян. За сучасним канонічним правом Католицької Церкви вселенські собори скликає папа. Правомочними до участи є кардинали, патріархи, архієпископи та, правлячі єпархи чи їм рівні владою (екзархи, адміністратори тощо), як і верховні настоятелі клірицьких монаших чинів. Нині Постійний Собор при Вселенському Патріархові на Сході має 12 митрополитів. Його рішення визнають усі канонічні православні церкви світу. Після розколу християн на католиків і православних 1054 року Вселенський Собор з делегованими представниками від усіх церков світу, згідно з встановленою процедурою ось уже як майже 1000 років не скликався. Єдиного центру Вселенського Собору не має. Але з 1961 року почалася організаційна робота для скликання Вселенського Собору. Але із 15 автономних православних церков світу єдина Російська Православна Церква Московської Патріархії під впливом державної ідеології пішла всупереч християнського вчення — відмовилася, почала церковні публікації з критикою екуменізму. Чим спромоглася відстояти свою політичну гегемонію, утвердити свою ідею Третього Риму, і за спостереженнями релігієзнавців — спровокувала розколи християн 1996 р.

## Помісний собор
Це зібрання єпархів і представників духовенства (часом і мирян) помісної Церкви під керівництвом патріарха або верховного архієпископа. У межах тієї чи іншої помісної Церкви це найвища церковна інстанція, яка має також і законодавчу владу. У Католицькій Церкві рішення помісних і провінційних соборів затверджує папа. Багато соборів скликано тільки для вибору патріарха, архієпископа та інших єпархів (їх називають також виборними соборами). До проголошення східного католицького права (1957) участь у помісному соборі ніколи не була устійнена. Крім єпархів і представників світського і монашого кліру, брали у них участь звичайно теж уповноважені державних органів і мирян.

## Архиєрейський собор
Це найвищий орган церковної влади в Російській Православній церкві та нижчий за Помісний собор орган церковної влади в Українській Православній Церкві Київського Патріархату.

## Провінційні собори
Існують у митрополіях, які не є підпорядковані ані патріархові, ані верховному архієпископу. Участь і правосуддя цих соборах майже такі самі, як і помісних соборів.

## Єпархіальний собор
Це зібрання представників духовенства, а часом і мирян однієї єпархії під головуванням єпископа.

## Соборчик
Це мале зібрання, малий собор., на якому збирається духовенство одного деканату (протопресвітерства) під керівництвом свого декана чи протопресвітера.

## Собор єпископів
Це новіша, посередня установа між постійним синодом і помісним собором. Він діє як дорадчий орган патріарха чи верховного архієпископа, замість помісного собору, зокрема коли обставини не дозволяють на його скликання. Участь у ньому беруть зазвичай тільки єпископи тієї чи іншої помісної Церкви.
За новим східним правом, в Українській Католицькій Церкві собор єпископів має тільки адміністративну функцію, наприклад, вибір голови помісної Церкви, єпископа, призначення єпископських катедр, поділ єпархій тощо.
Починаючи з минулого століття, зокрема по Другій світовій війні, завдання соборів частково виконують так звані єпископські конференції, в яких беруть участь тільки єпископи тієї чи іншої країни чи помісної Церкви. Вони не мають законодавчої влади, хіба що їхні ухвали підтвердить Апостольський Престол. У Східній Церкві єпископські конференції відомі ще з минулого століття їх передбачає також і нове канонічне право для Католицьких Східних Церков «Про Особи» (від 1957).
Давня Українська Церква (київська митрополія) вирішувала важливі справи на помісних або єпархіальних соборах. Найдавніша вістка про наради єпископів збереглася з 1051. Поміж пізнішими важливий був собор 1415 (обрання митрополитів для єпархій у Литовсько-Руській Державі). Після Берестейської унії православна й уніатська церкви в Україні відбували окремі собори, хоч були спроби скликати спільні (собор 28 жовтня 1629 у Львові). Особливе значення мав помісний собор 1640, що на нього митрополит П. Могила запрошував «як духовних … так і… світських братій, що ревнують про благочестя і обізнані з церковними канонами», та на якому устійнено «Православне ісповідання віри». Після 1685 у Православній Церкві в Україні не відбувалися собори. Щойно з відродженням Української Православної Церкви відбулися собори 1918 і 1921.

### Собор
Це головний храм єпархії (також катедра, кафедра), культова споруда, де відправляє богослужіння єпископ, очільник єпархії.